# NSG Leite bei Harras
NSG Leite bei Harras este o arie protejată (arie specială de conservare — SAC, sit de importanță comunitară — SCI) din Germania întinsă pe o suprafață de 570 ha, integral pe uscat.

## Localizare
Centrul sitului NSG Leite bei Harras este situat la coordonatele 50°23′52″N 10°52′07″E / 50.3978°N 10.8686°E.

## Înființare
Situl NSG Leite bei Harras a fost declarat sit de importanță comunitară în iunie 2004 pentru a proteja 28 de specii de animale. Situl a fost protejat și ca arie specială de conservare în iulie 2008.

## Biodiversitate
Situată în ecoregiunea continentală, aria protejată conține 8 habitate naturale: Pajiști carstice calcaroase sau bazofile, de Alysso-Sedion albi, Pajiști uscate seminaturale și facies de acoperire cu tufișuri pe substraturi calcaroase (Festuco-Brometalia) (* situri importante pentru orhidee), Liziere de ierburi înalte hidrofile de câmpie și de nivel montan până la alpin, Fânețe de joasă altitudine (Alopecurus pratensis, Sanguisorba officinalis), Grohotișuri medio-europene calcaroase, de la nivel colinar și montan, Păduri de fag Asperulo-Fagetum, Păduri de fag din Europa Centrală dezvoltate pe sol calcaros cu Cephalanthero-Fagion, Păduri de stejar și carpen Galio-Carpinetum.
La baza desemnării sitului se află mai multe specii protejate:
- păsări (27): ciocârlie-de-câmp (Alauda arvensis), fâsă de luncă (Anthus pratensis), buha (Bubo bubo), erete de stuf (Circus aeruginosus), Corvus monedula, prepeliță (Coturnix coturnix), ciocănitoarea de stejar (Dendrocopos medius), ciocănitoare neagră (Dryocopus martius), șoimul rândunelelor (Falco subbuteo), muscar negru (Ficedula hypoleuca), becațină comună (Gallinago gallinago), ciuvică (Glaucidium passerinum), frunzăriță galbenă (Hippolais icterina), capîntortură (Jynx torquilla), sfrâncioc roșiatic (Lanius collurio), sfrâncioc mare (Lanius excubitor excubitor), ciocârlie de pădure (Lullula arborea), Luscinia svecica cyanecula, gaia neagră (Milvus migrans), gaia roșie (Milvus milvus), Numenius arquata arquata, pietrar sur (Oenanthe oenanthe), viespar (Pernis apivorus), ciocănitoare verzuie (Picus canus), mărăcinar (Saxicola rubetra), turturică (Streptopelia turtur), nagâț (Vanellus vanellus)
- mamifere (1): liliac comun (Myotis myotis)

Pe lângă speciile protejate, pe teritoriul sitului au mai fost identificate 11 specii de plante, 3 specii de păsări, 2 specii de amfibieni, 4 specii de mamifere, 32 de specii de nevertebrate, 2 specii de reptile.